# Slavic Cup w biegach narciarskich 2019/2020
Slavic Cup w biegach narciarskich 2019/2020 – kolejna edycja tego cyklu zawodów. Rywalizacja rozpoczęła się 28 grudnia 2019 r. w słowackiej miejscowości Szczyrbskie Jezioro, a zakończyła się 9 lutego 2020 r. również na Słowacji. Ze względu na pandemię COVID-19 odwołano zawody zaplanowane na marzec.
Obrońcami tytułu wśród kobiet była Polka Izabela Marcisz natomiast u mężczyzn był Słowak Ján Koristek.

## Kalendarz i wyniki

### Kobiety
| Lp  | Data            | Miejscowość         | Dystans                          | 1. miejsce          | 2. miejsce          | 3. miejsce         |
| --- | --------------- | ------------------- | -------------------------------- | ------------------- | ------------------- | ------------------ |
| 1.  | 28 grudnia 2019 | Szczyrbskie Jezioro | Sprint s. klasycznym             | Magdalena Kobielusz | Karolina Kaleta     | Barbora Klementová |
| 2.  | 29 grudnia 2019 | Szczyrbskie Jezioro | 5 km s. dowolnym                 | Magdalena Kobielusz | Karolina Kaleta     | Karolina Kukuczka  |
| 3.  | 1 lutego 2020   | Zakopane            | Sprint s. dowolnym               | Monika Skinder      | Izabela Marcisz     | Weronika Kaleta    |
| 4.  | 2 lutego 2020   | Zakopane            | 10 km s. klasycznym              | Izabela Marcisz     | Monika Skinder      | Weronika Kaleta    |
| 5.  | 8 lutego 2020   | Szczyrbskie Jezioro | 10 km s. klasycznym              | Magdalena Kobielusz | Kristina Sivokova   | Barbora Klementová |
| 6.  | 9 lutego 2020   | Szczyrbskie Jezioro | Sprint s. dowolnym               | Barbora Klementová  | Magdalena Kobielusz | Maria Danielova    |
| 7.  | 15 marca 2020   | Zakopane            | Sprint s. dowolnym               | Odwołany            | Odwołany            | Odwołany           |
| 8.  | 16 marca 2020   | Zakopane            | 5 km s. dowolnym                 | Odwołany            | Odwołany            | Odwołany           |
| 9.  | 21 marca 2020   | Kremnica Skalka     | 5 km s. klasycznym               | Odwołany            | Odwołany            | Odwołany           |
| 10. | 22 marca 2020   | Kremnica Skalka     | 10 km s. dowolnym (start masowy) | Odwołany            | Odwołany            | Odwołany           |

### Mężczyźni
| Lp  | Data            | Miejscowość         | Dystans                          | 1. miejsce          | 2. miejsce      | 3. miejsce      |
| --- | --------------- | ------------------- | -------------------------------- | ------------------- | --------------- | --------------- |
| 1.  | 28 grudnia 2019 | Szczyrbskie Jezioro | Sprint s. klasycznym             | Luděk Šeller        | Peter Mlynár    | Mateusz Haratyk |
| 2.  | 29 grudnia 2019 | Szczyrbskie Jezioro | 10 km s. dowolnym                | Peter Mlynár        | Mateusz Haratyk | Jan Antolec     |
| 3.  | 1 lutego 2020   | Zakopane            | Sprint s. dowolnym               | Kamil Bury          | Maciej Staręga  | Kacper Antolec  |
| 4.  | 2 lutego 2020   | Zakopane            | 15 km s. klasycznym              | Dominik Bury        | Mateusz Haratyk | Kamil Bury      |
| 5.  | 8 lutego 2020   | Szczyrbskie Jezioro | 15 km s. klasycznym              | Alvar Johannes Alev | Ján Koristek    | Mateusz Haratyk |
| 6.  | 9 lutego 2020   | Szczyrbskie Jezioro | Sprint s. dowolnym               | Dominik Bury        | Mateusz Haratyk | Ján Koristek    |
| 7.  | 15 marca 2020   | Zakopane            | Sprint s. dowolnym               | Odwołany            | Odwołany        | Odwołany        |
| 8.  | 16 marca 2020   | Zakopane            | 10 km s. dowolnym                | Odwołany            | Odwołany        | Odwołany        |
| 9.  | 21 marca 2020   | Kremnica Skalka     | 10 km s. klasycznym              | Odwołany            | Odwołany        | Odwołany        |
| 10. | 22 marca 2020   | Kremnica Skalka     | 15 km s. dowolnym (start masowy) | Odwołany            | Odwołany        | Odwołany        |

## Klasyfikacje
| Lp. | Zawodniczka         | Punkty |
| --- | ------------------- | ------ |
| 1.  | Magdalena Kobielusz | 461    |
| 2.  | Barbora Klementová  | 346    |
| 3.  | Karolina Kaleta     | 255    |
| 3.  | Kristina Sivokova   | 255    |
| 5.  | Mária Danielová     | 224    |
| 6.  | Monika Skinder      | 180    |
| 6.  | Izabela Marcisz     | 180    |
| 8.  | Marianna Klementová | 158    |
| 9.  | Karolina Kukuczka   | 154    |
| 10. | Marcelina Wojtyła   | 147    |
| 11. | Weronika Kaleta     | 120    |
| 12. | Paulina Chudikova   | 119    |
| 13. | Tímea Mazurova      | 115    |
| 14. | Hanna Popko         | 76     |
| 15. | Laura Legierska     | 75     |

| Lp. | Zawodnik               | Punkty |
| --- | ---------------------- | ------ |
| 1.  | Mateusz Haratyk        | 410    |
| 2.  | Kacper Antolec         | 251    |
| 3.  | Peter Mlynár           | 230    |
| 4.  | Michał Skowron         | 204    |
| 5.  | Ján Koristek           | 201    |
| 6.  | Dominik Bury           | 200    |
| 7.  | Dawid Damian           | 187    |
| 8.  | Kamil Bury             | 160    |
| 9.  | Luděk Šeller           | 150    |
| 10. | Paweł Klisz            | 127    |
| 11. | Maciej Staręga         | 125    |
| 12. | Andrej Renda           | 122    |
| 12. | Piotr Sobiczewski      | 117    |
| 14. | Robert Bugara          | 107    |
| 15. | Alvar Johannes Alev    | 100    |
| 15. | Mårten Soleng Skinstad | 100    |